# Міст Інвалідів
Міст Інвалі́дів (фр. Pont des Invalides) — арковий міст у Парижі через Сену, розташований між мостами Альма та Александра III біля Дому Інвалідів.

## Історія
Історія моста починається в 1820-ті. Французький інженер Клод Луї Марі Анрі Нав'є запропонував у 1821 проєкт підвісного моста. У 1824—1826 міст перебував у стадії будівництва, але не був завершений. У 1829 відкрито новий міст з двома опорами і трьома портиками.
Через зношування в 1850 доступ на міст був обмежений.
У 1854 споруда зруйнована й почалося будівництво сучаснішого моста, що завершилося за рік, до Всесвітньої виставки 1855 в Парижі.

## Опис
Побудований міст є чотириарковим мостом (дві арки по 34 м і дві по 36 м). Довжина моста — 152 м, висота над водою — 18 м (найнижчий міст через Сену в межах Парижа). Ширина проїзної частини — 14 м, два тротуари по 2 м. З моменту введення в експлуатацію міст кілька разів реконструювався. Взимку 1880 були зруйновані дві арки, але відновлені протягом року. Остання серйозна реконструкція відбулася в 1956 році, коли було проведено розширення тротуарів.
Фігура на центральній опорі моста символізує перемоги Наполеона на суші і на морі, а скульптурні голови на інших опорах — військові трофеї.

## Галерея

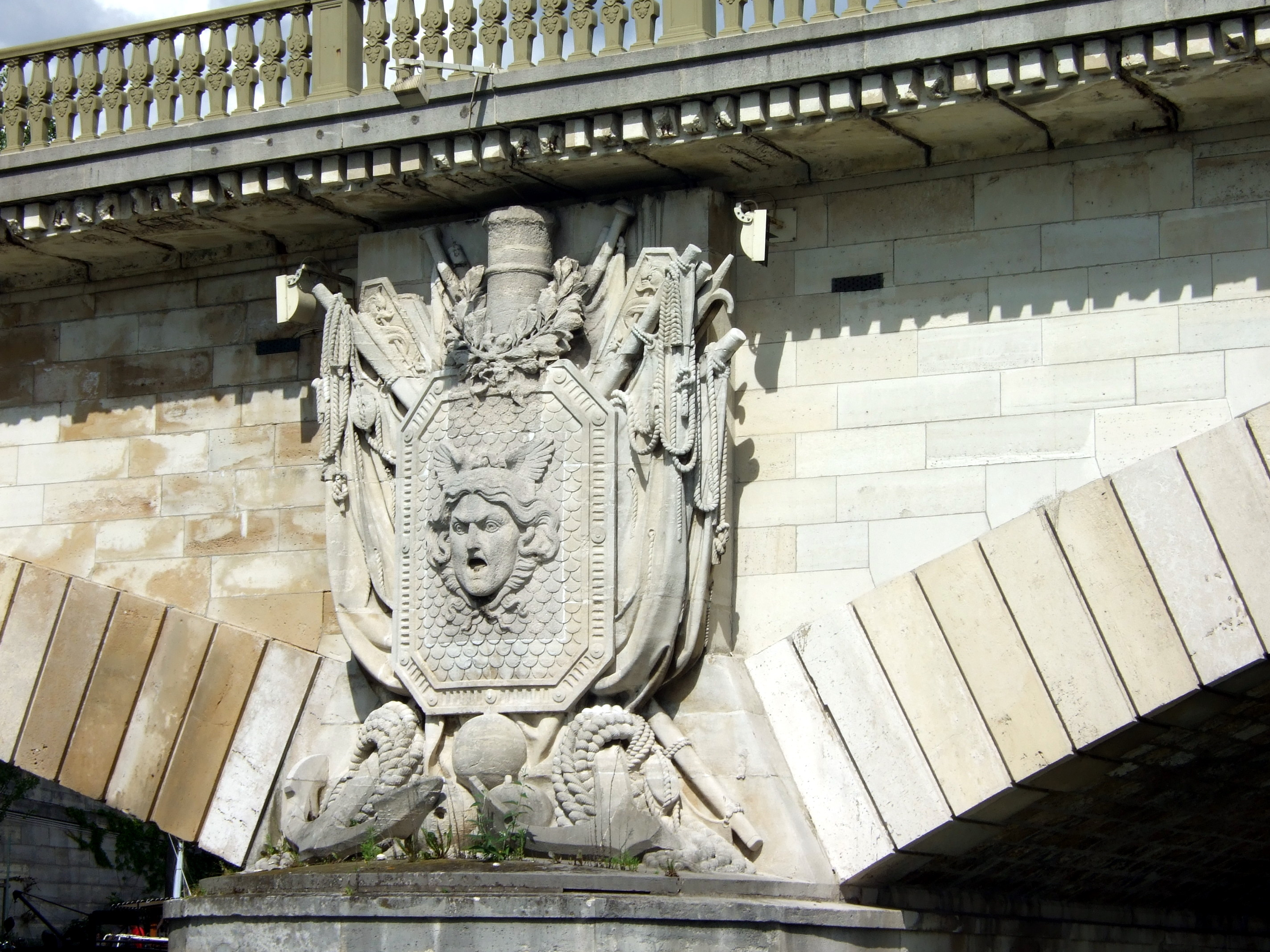
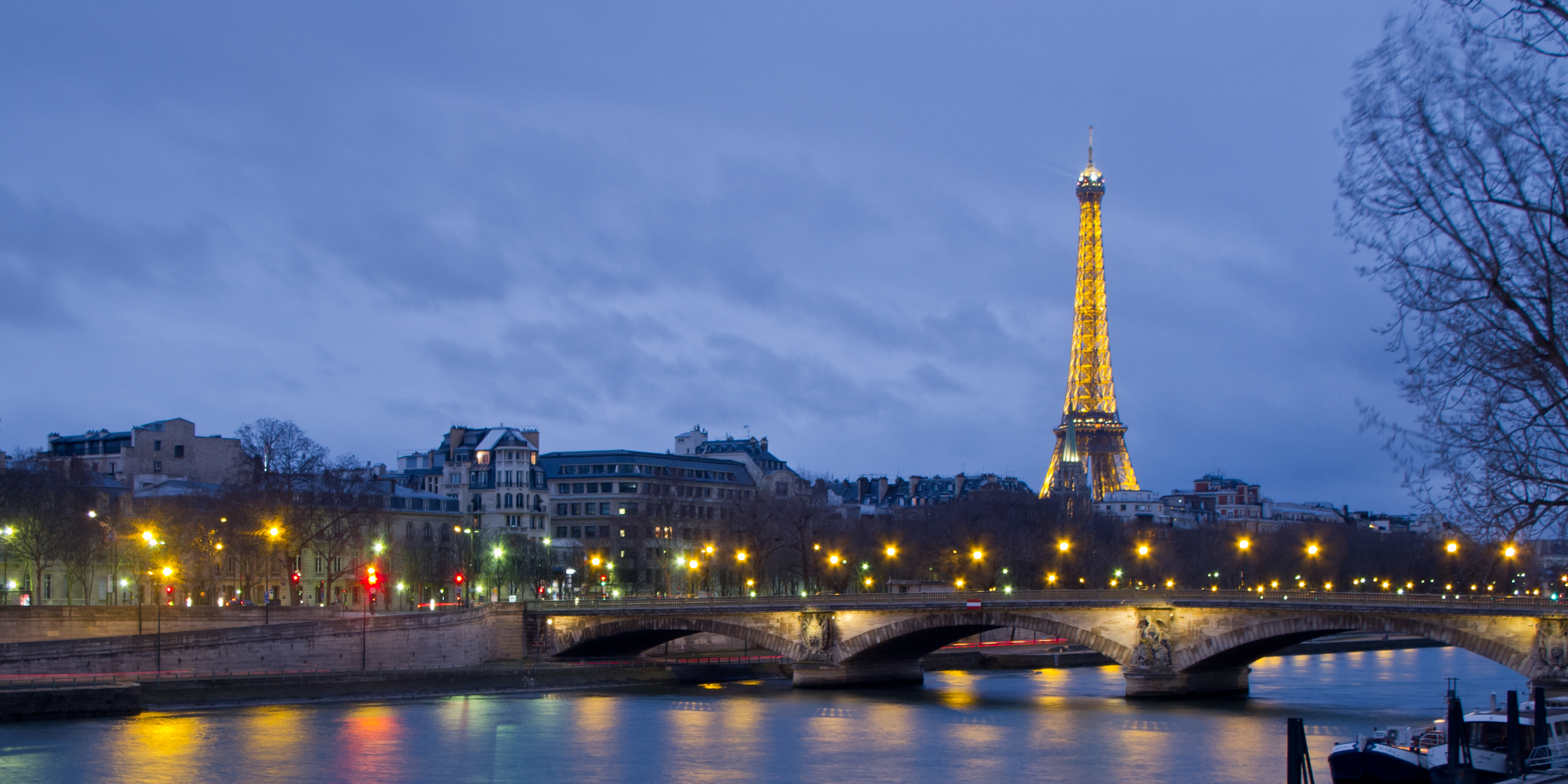
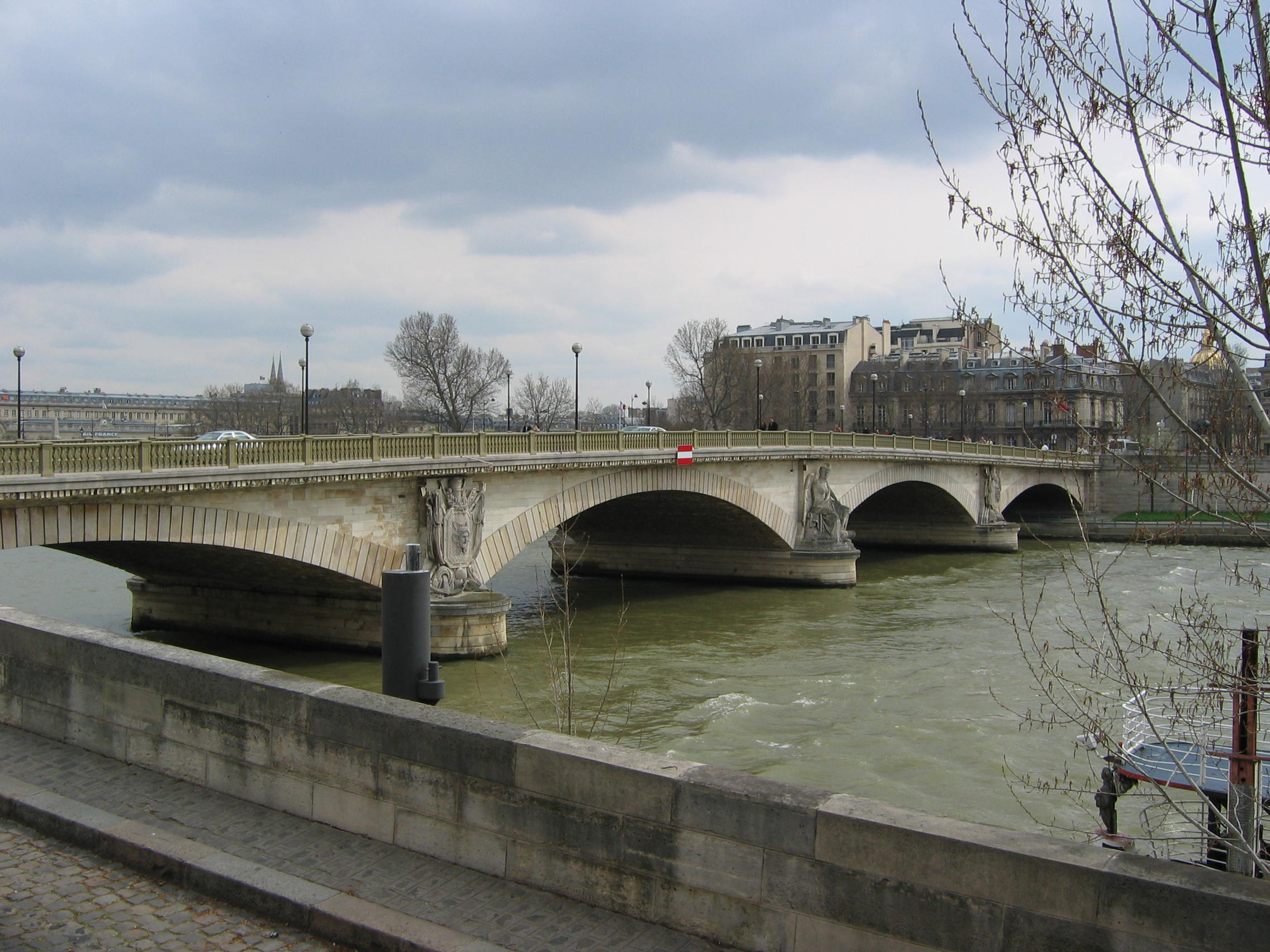